# Appennino meridionale
L'Appennino meridionale è una suddivisione della catena degli Appennini, posto a sud dell'Appennino centrale, nella parte peninsulare che copre l'Italia meridionale. Si estende dalla Bocca di Forlì e dalla valle del fiume Sangro fino all'Aspromonte interessando l'Italia meridionale e nello specifico i territori regionali di Abruzzo, Molise, Puglia, Campania, Basilicata e Calabria trovando la sua continuazione ideale nelle catene montuose della fascia tirrenica in Sicilia.
L'intero territorio soggiace alla competenza dell'Autorità di bacino distrettuale dell'Appennino meridionale.

## Suddivisione
L'Appennino meridionale può essere scomposto in quattro parti: Appennino sannita, Appennino campano, Appennino lucano e Appennino calabro.

### Appennino sannita

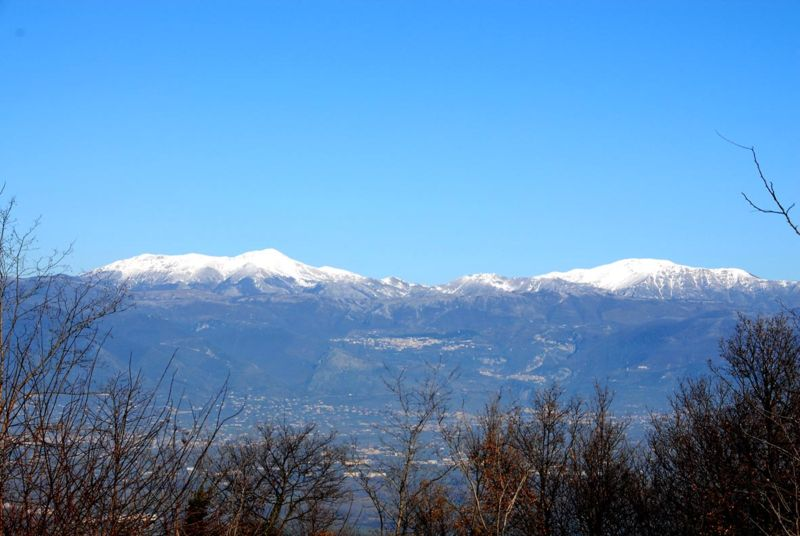
Il Matese

L'Appennino sannita va dalla Bocca di Forlì fra le province di L'Aquila e di Isernia fino alla sella di Vinchiaturo.
L'altipiano carsico del Matese, culminante nel Monte Miletto (2.050 m), situato sul confine tra le province di Campobasso, Isernia e Caserta tra il Molise e la Campania, è il gruppo montuoso più caratteristico di questa sezione dell'Appennino.
È costituito da due catene di monti che corrono parallele in direzione nord-ovest sud-est formando un altopiano aspro e scosceso, e segna il confine tra Molise e Campania. 
A esso si agganciano altri gruppi minori come quello del Monte Mutria (1.822 m) e del Monte Calvello (1.018 m) dalla parte orientale, ed i Monti Trebulani ed altre catene minori che degradano verso il Volturno da Venafro a Benevento, dalla parte occidentale. Un gruppo secondario dell'Appennino sannita è costituito dai monti Frentani (Monte Castelfraiano, 1.415 m) che si estendono dalla valle del Sangro fino al fiume Biferno attraverso l'Abruzzo ed il Molise, sono costituiti da sistemi di rilievi che digradano con alte colline verso l'Adriatico.

### Appennino campano

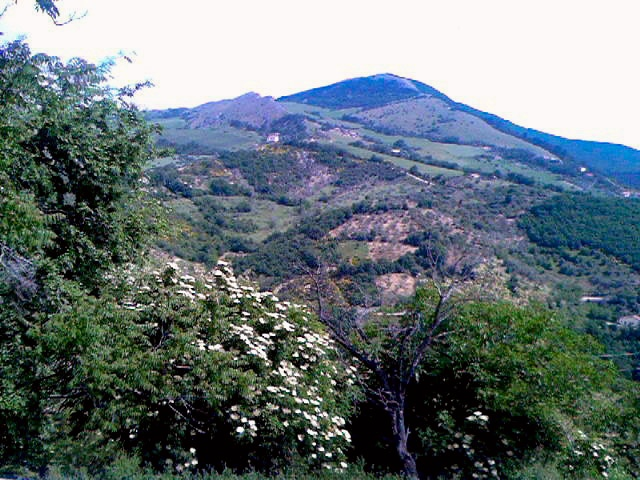
Vista dei Monti Dauni nei pressi di Accadia

L'Appennino campano comprende il tratto montuoso che si estende dalla sella di Vinchiaturo (550 m) fino alla Sella di Conza (700 m).
Appartengono all'Appennino campano:
- Gruppo del Taburno Camposauro (1.394 m) a occidente di Benevento
- Gruppo del Partenio (1.598 m) a occidente di Avellino, presso di esso sorge il famoso santuario di Montevergine (1300 m).
- Gruppo dei Monti Picentini tra i Monti Lattari e la valle del Sele, con il Monte Terminio (1.806 m) a occidente, ed il Monte Cervialto (1.810 m) a oriente.

Lungo il versante tirrenico si pone l'Antiappennino campano con l'aspro monte Sant'Angelo a Tre Pizzi (1.444 m), mentre lungo il versante adriatico si estendono i Monti della Daunia con il Monte Cornacchia (1.151 m), il Monte Saraceno (1.145 m) e il Monte Crispignano (1.105 m) formati da cime tondeggianti incise dai fiumi Fortore, Celone e Cervaro.

### Appennino lucano

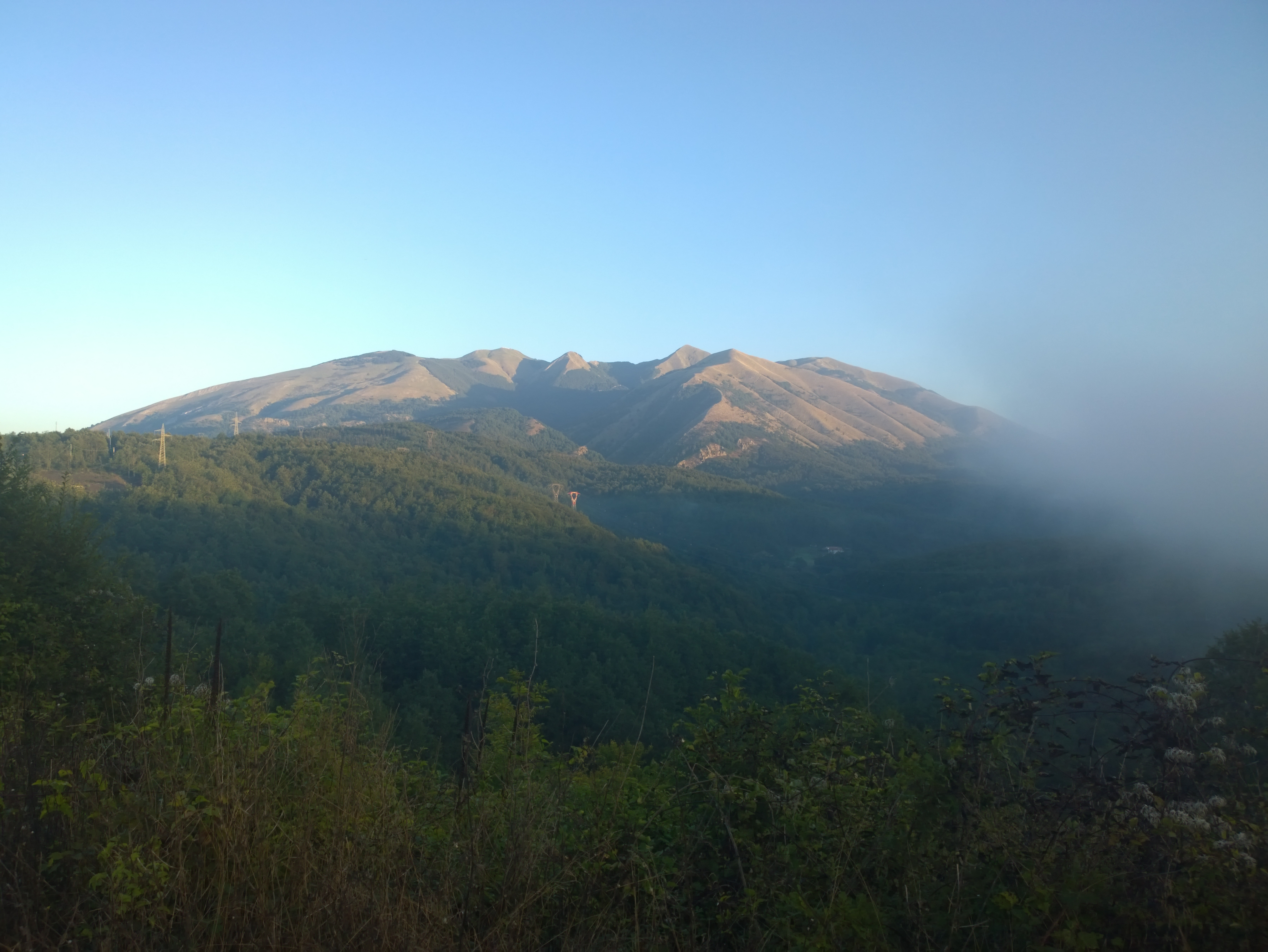
Massiccio del Sirino

L'Appennino lucano si distende ad arco dalla sella di Conza al passo dello Scalone - 744 metri.
Delimitato dai fiumi Sele a ovest, Ofanto a nord, Bradano a est, dal Golfo di Taranto a sud-est, dal mar Tirreno a sud ovest e dalla piana di Sibari a sud, è articolato in catene montuose, altopiani e massicci (più o meno isolati) raggruppabili in sei grandi aree.
- Partendo da nord – e prima del gruppo dei monti Santa Croce (1.407 m), Pierno, Caruso, costa Squadra, da una parte, e Pennone, Marzano e Paratiello (1.445 m), dall'altra – s'innalza solitario il monte Vulture (1.326 m), ultima manifestazione vulcanica della penisola italiana. Più a sud è l'altopiano dei monti Li Foj, le cui cime maggiori superano i 1.350 m.

- A sud, sud-ovest rispetto alla città di Potenza s'innalza l'articolato sistema montuoso dei monti della Maddalena, vera ossatura centrale dell'Appennino lucano. I Monti della Maddalena sono caratterizzati da cime arrotondate a formare un paesaggio a mo' di altopiano. Questa catena montuosa di natura calcarea presenta molti elementi del carsismo epigeo, in particolare è caratterizzata dalla presenza di numerosi polje tra i quali si ricordano le piane di Mandrano, Magorno e Campo di Venere. Le vette principali non raggiungono quote elevate: Serra Longa (1.505 m), Monte della Madonna di Sito Alto (1.466 m), Timpa della Rose (1.445 m), Monte di Sito Marsicano (1.410 m), Monte Cavallo (1.401 m), Monte Sierio (1.286 m), Monte Capo la Serra (1.141 m). Procedendo verso est compaiono i monti della Basilicata centrale, ossia Monte Arioso (1.722 m) e Monte Volturino (1.835 m).

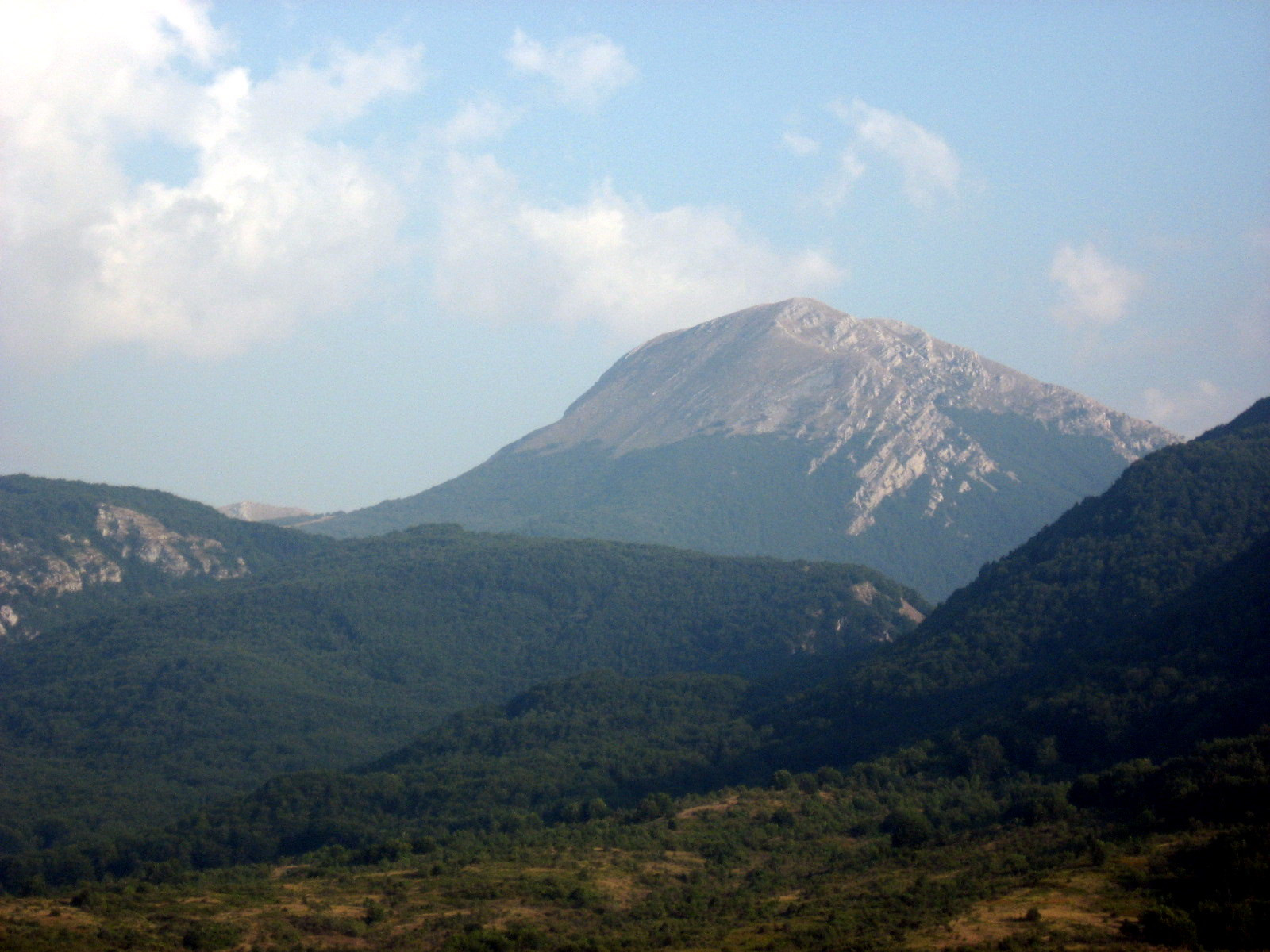
Massiccio del Pollino

- A ovest della catena della Maddalena, separato dall'altopiano del Vallo di Diano, è presente il settore più occidentale dell'Appennino Lucano, ossia i Monti del Cilento, Alburni ed Eremita-Marzano. In realtà, il complesso montuoso del Cilento è a sua volta caratterizzato da tre catene parallele, con caratteristiche geologiche ed orografiche differenti. La più occidentale di esse è costituita da rilievi di natura arenaceo - marnosa del Monte della Stella (1.130 m) e dal Monte Gelbison (1.705 m). Più a est compaiono rilievi calcarei costituiti dal Monte Vesole (1.210 m), Monte Chianello (1.319 m) e Monte Bulgheria (1.225 m). Nel settore più orientale del Cilento compaiono le vette più maestose ed elevate come il Monte Motola (1.743 m) e il Monte Cervati, che con i suoi 1.899 m è la vetta più elevata della Campania. A nord-ovest rispetto a questi si erge il Monte Panormo (1.742 m) la principale vetta dei Monti Alburni; a nord-est, infine, vi è il massiccio montuoso Eremita-Marzano che delimita il confine tra Appennino lucano e Appennino campano.

- A delimitare l'alta valle del fiume Agri sono l'imponente massiccio del Sirino (con il monte Papa che raggiunge i 2.005 m) e il solitario dente calcareo del monte Raparo (1.761 m), da alcuni studiosi considerati come estreme propaggini meridionali del gruppo della Maddalena. Tra questi due ultimi massicci – e prima delle alte vette del Pollino – svettano ripide e solitarie le due cime gemelle del monte Alpi (1.893 m e 1.900 m); poco più a sud sono quelle del monte La Spina (1.652 m) e del monte Zaccana.

- Il Pollino, cuore dell'omonimo Parco nazionale, comprende le maggiori cime dell'Appennino meridionale: monte Pollino (2.248 m), serra Dolcedorme (2.267 m), serra del Prete (2181 m), serra delle Ciavole (2.130 m e 2.127 m), serra di Crispo (2.054 m). Su queste vette, impervie e maestose, corre il confine tra la regione lucana e quella calabrese.

- I Monti di Orsomarso, infine, pur essendo localizzati interamente in Calabria, rappresentano l'ultima (boscosissima) propaggine della catena fisica dell'Appennino lucano.

### Appennino calabro

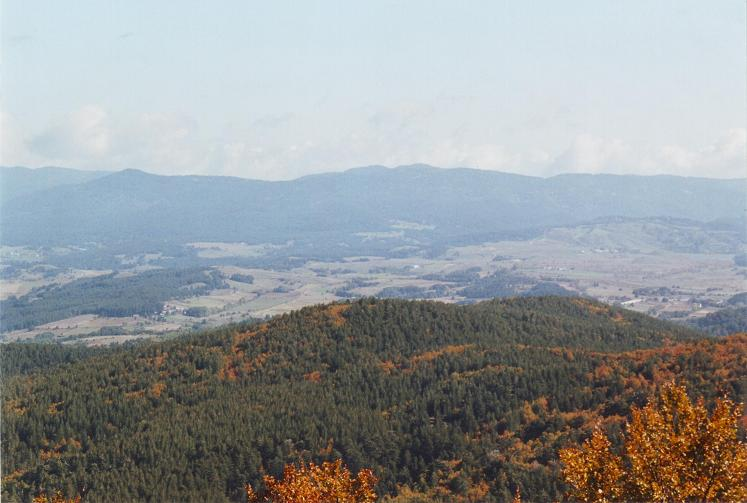
Sila Grande

L'Appennino calabro va dal Passo dello Scalone allo Stretto di Messina. È costituito da gruppi montuosi di natura granitica solcati da ampie valli. Si distinguono 4 parti: 
- Catena Costiera (o Catena Paolana) che si allunga tra il Mar Tirreno e i profondi valli dei fiumi Crati e Savuto:
- Altopiano della Sila: è un vasto altopiano granitico di forma quasi circolare, ricco di foreste e circondato da alte catene di monti (in media tra i 1200 e i 1400 m) interrotto qua e là per far passare le acque che in parte vengono raccolte dal Crati ed in parte si gettano direttamente nel mare. L'altopiano è diviso in due bacini dalle Montagne della Porcina che lo attraversano da ovest a d est partento dal monte Botte Donato (1930 m).

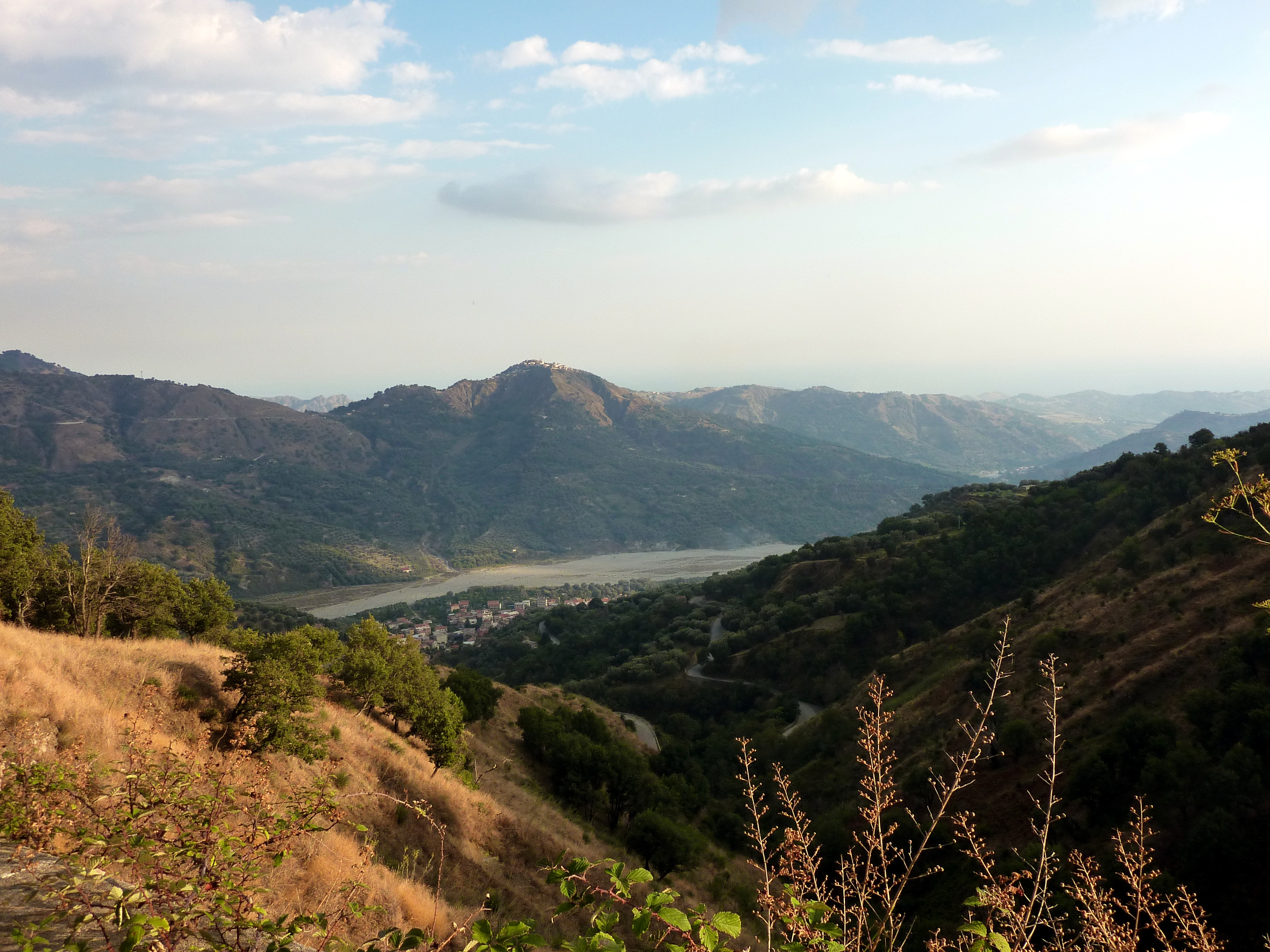
Aspromonte

- la catena delle Serre, separata dalla Sila dalla depressione di Marcellinara (251 m), che si estendono con un doppio allineamento montuoso fino al passo del Mercante e da qui con una breve e sottile cresta si collegano con l'Aspromonte. La vetta più elevata è il Monte Pecoraro (1420 m) che sovrasta le sponde ioniche;
- Massiccio dell'Aspromonte vasto ammasso conico di granito coperto di boschi, dalla cui vetta più elevata, il Montalto di 1956 metri, l'occhio spazia sul Tirreno e sullo Jonio.

## Orografia

### Montagne principali
- Serra Dolcedorme - 2.267 m (Pollino)
- Monte Pollino - 2.248 m (Pollino)
- Serra del Prete - 2.181 m (Pollino)
- Serra delle Ciavole - 2.130 m (Pollino)
- Serra di Crispo - 2.054 m (Pollino)
- Monte Miletto - 2.050 m (Matese)
- Monte Papa - 2.005 m (Sirino)
- Cozzo del Pellegrino - 1.987 m (Orsomarso)
- Monte la Manfriana - 1.981 m (Pollino)
- Pizzo Carbonara - 1.979 m (Madonie)
- Montalto - 1955 m (Aspromonte)
- Monte Botte Donato - 1.928 m (Sila)
- Monte La Gallinola - 1.923 (Matese)
- Monte Coppola di Paola - 1.919 m (Pollino)
- Monte Alpi - 1.900 m (Pollino)
- Monte Cervati - 1.898 m (Cilento)
- Monte Volturino - 1.836 m (Lucania Centrale)
- Monte Mutria - 1.822 m (Matese)
- Monte Cervialto - 1.809 m (Picentini)
- Monte Terminio - 1.806 m (Picentini)
- Monte Polveracchio - 1.790 m (Picentini)
- Monte Panormo - 1.742 m (Alburni)
- Monte Gelbison - 1.705 m (Cilento)
- Monte della Nuda - 1704 m (Alburni)
- Monti La Spina - Zaccana - 1.652 e 1580 m (Lucania Tirrenica)
- Monte Accellica - 1.660 m (Picentini)
- Monte Mai - 1.607 m (Picentini)
- Monte Cocuzzo - 1.541 m (Catena Costiera)
- Monte Coccovello - 1.505 m (Lucania Tirrenica)
- Monte Serra Longa - 1.505 m (Maddalena)

## Geologia
L'Appennino meridionale è limitato a nord dalla linea Ancona-Anzio, sistema trascorrente a direzione NNE-SSW, a sud invece continua sino ai rilievi della Sicilia settentrionale.
Il settore compreso tra il sistema trascorrente di Sangineto e il sovrascorrimento di Taormina, definito Arco Calabro-Peloritano, presenta caratteri peculiari rispetto alle catene contigue, sia dal punto di vista petrogerafico che strutturale.
L'avampaese della catena è rappresentato da un'alternanza di piattaforme carbonatiche e successioni bacinali originatesi durante il rifting mesozoico.

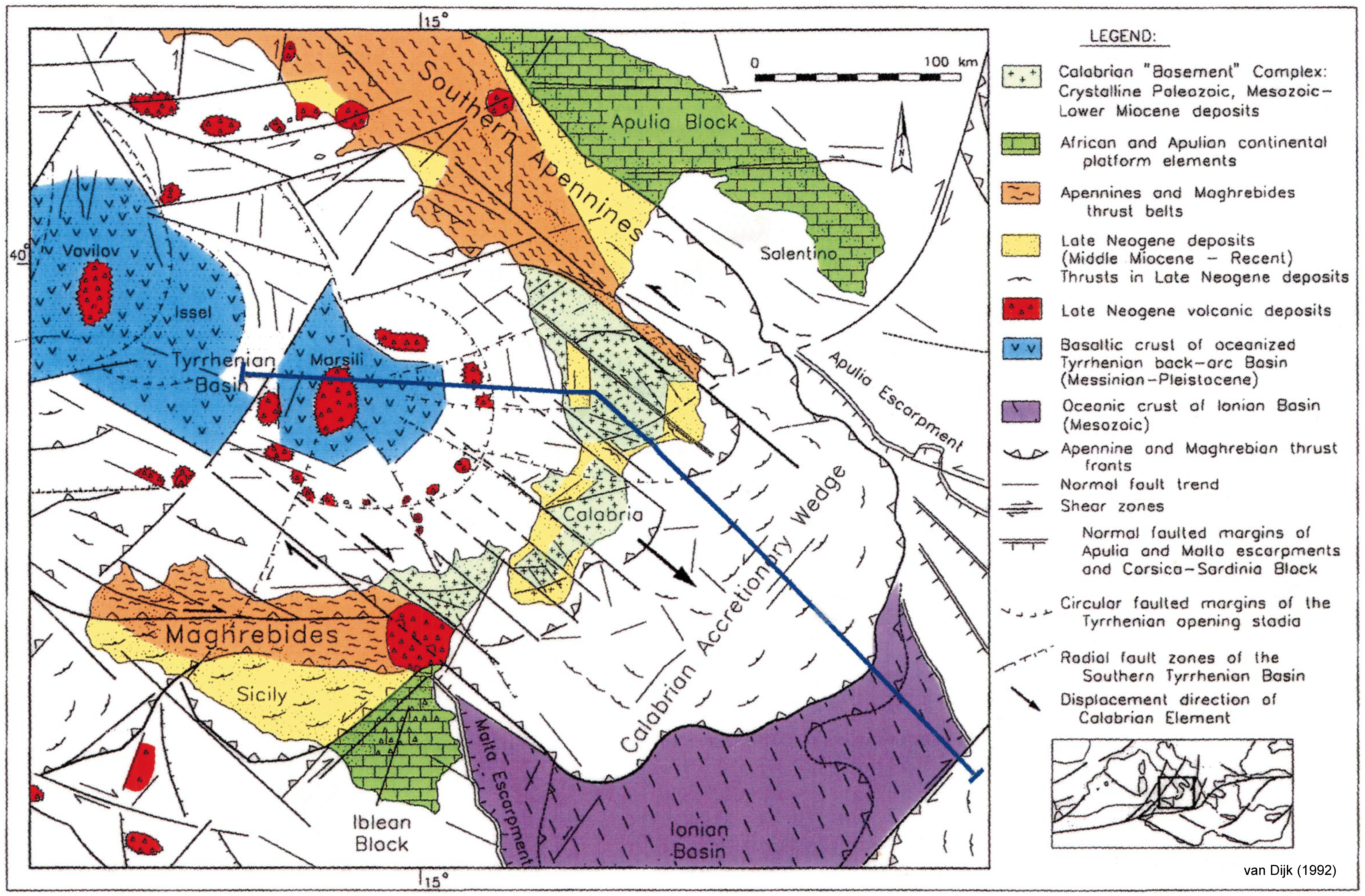
Modello tettonico mediterraneo centrale

## Idrografia
I principali corsi d'acqua sono il Volturno e l'Ofanto.

## Valichi
- Bocca di Forlì
- Sella di Vinchiaturo
- Sella di Ariano
- Sella di Conza
- Valico del Marmo
- Valico di Campotenese
- Passo dello Scalone
- Sella di Marcellinara
- Passo del Mercante